# Saint-Avit, Charente
 Saint-Avit  là một xã thuộc tỉnh Charente trong vùng Nouvelle-Aquitaine tây nam nước Pháp. Xã này có độ cao trung bình 44 mét trên mực nước biển.